# ریچارد ورمبراند
ریچارد ورمبراند (به انگلیسی: Richard Wurmbrand) (زاده ۱۹۰۹ - درگذشته ۲۰۰۱) کشیش و مؤلفی پروتستان بود که چهارده سال در زندان‌های کمونیستی رومانی محبوس بوده است. وی پایه‌گذار سازمان‌های مسیحی «صدای شهدا» نیز بوده است.

## تولد و زندگی
ریچارد وورمبراند ، کوچکترین فرزند از میان چهار پسر، در سال 1908 در بخارست در یک خانواده یهودی به دنیا آمد. او مدت کوتاهی با خانواده‌اش در استانبول زندگی کرد. پدرش وقتی 9 سالش بود درگذشت و ورمبراند در 15 سالگی به رومانی بازگشت.
در نوجوانی برای تحصیل مارکسیسم در مسکو اعزام شد، اما سال بعد به طور مخفیانه بازگشت. وی با پیگیری سیگورانزا استاتولوئی (پلیس مخفی) دستگیر و در زندان دوفتانا نگهداری شد. هنگام بازگشت به کشور مادرش، وورمبرند پیش از این یک نماینده، رهبر و هماهنگ کننده مهم کمینترن بود که مستقیماً از مسکو پول می گرفت. او مانند دیگر کمونیستهای رومانی چندین بار دستگیر شد، سپس محکوم شد و دوباره آزاد شد.

## جوانی
در جوانی وی به کار در بازار بخارست پرداخت و به گفتهٔ خودش شب‌ها به کابارههای بخارست می‌رفت. وی در سال ۱۹۳۶ با سابینا اوستر ازدواج نمود و صاحب یک پسر به نام میهائی شد.

## گرویدن به مسیحیت
ریچارد ورمبراند پس از ابتلا به بیماری سل، در سال ۱۹۳۸ به مسیحیت گروید.

## زندان
ورمبراند بیش از چهارده سال در زندان‌های کمونیستی رومانی به سر برده است. در زندان به دلایل امنیتی، وی را با نام مستعار «واسیل گئورگسکو» می‌شناختند.

## تألیفات
از وی کتاب‌های زیادی به جای مانده است که می‌توان از میان آن‌ها به در «زیرزمینی خدا»، «مارکس و شیطان»، «از لبان کودکان» و شکنجه شده برای مسیح اشاره کرد.

## تبعید
ورمبراند در سال ۱۹۶۵ به ایالات متحدهٔ آمریکا رفت و در آن جا انجمن صدای شهدا را تأسیس نمود.

## درگذشت
وی در هفدهم فوریه سال ۲۰۰۱ در بیمارستانی در کالیفرنیا چشم از جهان فروبست.